# Wandervogel

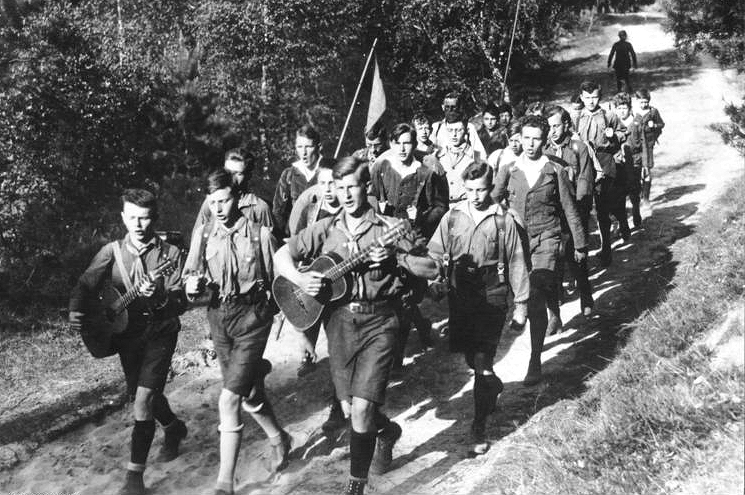
Groupe de Berlin c. 1930

Le terme Wandervogel [ˈvandɐˌfoːɡl̩] (littéralement « oiseau de passage » en allemand) désigne un mouvement de jeunesse né en royaume de Prusse tout à la fin du XIXe siècle, à l'initiative d'étudiants du Gymnasium de la petite ville de Steglitz. Largement influencé par des idéaux néo-romantiques, le Wandervogel prône une fuite loin du monde urbain et industriel de l'Allemagne wilhelmienne et de sa société hiérarchisée et encadrée par les adultes, pour trouver sa liberté et jouir de l'instant par la randonnée, la musique et la recherche d'un folklore oublié.
Si les débuts sont très modestes, le mouvement ne tarde pas à s'étoffer, et connaît rapidement un large succès à travers l'Allemagne et l'Europe germanique. Mais sous l'effet de cette massification, le Wandervogel se scinde bientôt en groupes divergents, provoquant de multiples scissions qui émaillent toute l'histoire du mouvement. En même temps que ces divisions apparaissent, les questions idéologiques, nationalistes notamment, font peu à peu leur apparition à mesure que l'on progresse dans le XXe siècle : La Première Guerre mondiale marque profondément ces jeunes et consacre une profonde désillusion, tandis que la Seconde Guerre mondiale verra leur dissolution dans les rangs de l'unique Hitlerjugend. Quasiment disparus à l'issue de la guerre en 1945, des groupes de Wandervogel renaissent néanmoins çà et là en Allemagne, dans les pays germaniques et même en d'autres endroits d'Europe.

## Contexte de naissance du mouvement
Le mouvement Wandervogel trouve ses racines dans le contexte de l'Allemagne wilhelmienne qui, au tournant du XIXe et du XXe siècle, se caractérise par une militarisation croissante et une industrialisation galopante, transformant à la fois les paysages et la société allemande.
Les Wandervögel proviennent exclusivement des milieux bourgeois et privilégiés allemands, où les jeunes étaient maintenus dans le carcan autoritaire de l'empire wilhelmien, les privant de liberté et ce sans aucune mesure avec leurs contemporains de France, de Grande-Bretagne ou d'Amérique. Le cadre strict du Gymnasium, établissement d'enseignement élitiste administré par ses sévères professeurs, se caractérisant par une discipline quasi-militariste, un académisme archaïque et un encouragement de la concurrence entre camarades de classe, finit par créer de jeunes hommes crispés, angoissés, repliés sur eux-mêmes.
Pour ne rien arranger, le cadre familial renforce encore ce carcan éducatif dont toute forme de bienveillance semble absente. En effet, les rapports pères-fils se construisent sur le terrible modèle du jeune Frédéric II, contraint d'endurer l'exécution de son meilleur ami Hans Hermann von Katte pour avoir tenté de fuir le château familial, encourageant une rigueur paternelle alors dépeinte comme le seul moyen de faire de ces jeunes gens des hommes endurcis et accomplis. Tous ces éléments créent une forte pression sur les jeunes hommes qui peinent à s'épanouir dans cet environnement où la fougue inhérente au jeune âge est invariablement réprimée. Ce mal-être créé par la société wilhelmienne a bien souvent des conséquences tragiques, comme en témoigne alors l'étude du sociologue Emile Durkheim intitulée Le suicide : comparant les taux de suicide en France, en Italie et en Allemagne, il constate que pour la classe des 16-20 ans, ce sont les régions de Prusse et de Saxe qui dominent très largement les statistiques.
Aussi, les jeunes hommes de l'Allemagne d'alors cherchaient une échappatoire à la figure du soldat, de l'athlète que l'on cherchait à leur imposer, explorant une sensibilité masculine différente par des voies nouvelles : parmi elles, l'expression instinctive, la recherche de l'émotion spontanée et du mysticisme d'une Nature brute, appréhendée à travers l'âpre vie en extérieur. C'est dans cette dynamique que s'organise les petits groupes de Wandervogel.
L'un des membres fondateurs du Wandervogel résume ainsi leur philosophie : « L'essence des Wandervögel était de s'envoler loin des cadres de l'école et de la ville vers le vaste monde, loin des devoirs académiques et de la discipline du quotidien, dans une atmosphère d'aventure ».

## Naissance duWandervogel: de Hermann Hoffmann à Karl Fischer (1896-1904)

### Des randonnées de Hermann Hoffmann auSteglitzer Gymnasium…
Le mouvement du Wandervogel trouve sa genèse à Steglitz, dans la banlieue berlinoise. C'est là qu'un étudiant du nom de Hermann Hoffmann-Fölkersamb (1875 - 1955) prend l'initiative de proposer dès 1895 des cours gratuits de sténographie à l'intention des élèves du lycée, après en avoir obtenu l'autorisation du directeur. Mais dès l'année suivante, en 1896, les cours se transforment fréquemment en sorties dans la nature aux environs de Steglitz, toujours dans le cadre du lycée, inaugurant ainsi une association de "Gymnastien" comme l'Allemagne en comptait déjà de nombreuses.
Très vite, les sorties se multiplient : dès 1897, le groupe entreprend une randonnée de deux semaines dans le Harz, puis en 1898 une expédition se rend jusqu'au Rhin, enfin en 1899 les lycéens partent un mois complet pour la Bohême. Si le club de randonnée n'en porte pas encore le nom, le mode de vie des Wandervögel est déjà bel et bien présent : la marche comme principale activité, le bivouac rustique, avec sa cuisine d'extérieur et sa nuitée à la belle étoile, sous tente ou dans une grange, ainsi qu'une forme inédite d'indépendance du groupe qui prend ses distances avec les figures d'autorité traditionnelles. Tous les ferments qui susciteront le succès du mouvement sont déjà présents, il ne manque plus que le guide qui donnera son impulsion et son nom au mouvement.
Or cela ne tarde guère, puisque les activités du groupe de randonnée du lycée de Steglitz sont mises en péril lorsque Hermann Hoffmann-Fölkersamb, ayant achevé son parcours d'études, quitte la banlieue de Steglitz pour Constantinople, appelé par sa carrière diplomatique. Le jeune homme cherche alors un successeur capable de reprendre le flambeau de l'association qu'il a fondée. Ce successeur, il le trouve en la personne de Karl Fischer, ami et membre du groupe qui le secondait déjà activement lors de leurs expéditions. C'est lui qui va, par son ambition et son travail, fonder le Wandervogel en tant que tel et lui donner l'impulsion nécessaire à son essor.

### … auWandervogelde Karl Fischer
Karl Höffkes, dans son ouvrage Wandervogel, la jeunesse allemande contre l'esprit bourgeois, fait du personnage de Karl Fischer un original, qui par ses manières et son accoutrement, détonnerait avec la petite ville tranquille et aisée de Steglitz, se plaçant à contre-courant du mode de vie bourgeois dans une attitude presque révolutionnaire.
À ses dires, Karl Fischer reprend l’œuvre de son aîné Hermann Hoffmann-Fölkersamb avec l'ambition de faire du groupe de randonnée un cercle à part, nettement différencié de la petite société bourgeoise de Steglitz qui s'embarrasse des entraves de la vie quotidienne. Höffkes, dans son enthousiasme, lui prête même une volonté d'action globale pour la jeunesse, imaginant les Wandervogel comme une école de pensée qui précéderait la fondation d'une ligue de la jeunesse, ou Jugendbund, affranchie des entraves de l'école et de la société, gérée et menée par la seule jeunesse, et destinée à se répandre à travers tout le Reich. Dès lors, celle-ci serait capable de mener une véritable action révolutionnaire renouvelant les fondements de la société selon leurs valeurs propres. À l'aune des écrits plus critiques traitant du sujet, il semblerait que Karl Höffkes en rajoute quelque peu quant au caractère exceptionnel de Fischer et de ses visées.
Il est clair en revanche que Karl Fischer approfondit les activités du groupe de randonnée, prolongeant et multipliant celles-ci, même durant la semaine. Issu lui-même du strict milieu bourgeois décrit plus haut, Fischer subissait lui aussi la pression générée par le mode d'apprentissage archaïque de l'académisme alors en vigueur dans les lycées allemands, et cherche à créer pour ses camarades et lui-même une voie parallèle, à part de la vie quotidienne maussade, qui leur permette de s'épanouir dans un espace de liberté où les adultes et leur autorité ne viendraient pas interférer. Il résume ainsi son action : « Sauve-toi toi-même, attrape ton bâton de randonnée, et pars en quête de l'homme que tu as perdu, simple et naturel. »

#### Origines du nom
Pendant plusieurs années, le groupe de Wandervogel fondé par Karl Fischer à partir du lycée de Steglitz conserve le même mode de fonctionnement, dans la périphérie du milieu scolaire. Ce n'est qu'en novembre 1901 qu'est officiellement fondé le groupe, sous le patronage bienveillant d'aînés et d'adultes non-conformistes, parents et écrivains, qui permettent au groupe de jeunes d'exister hors du giron du lycée. Cette mutation s'opère non pas tant pour échapper à la sphère répressive du lycée, comme l'avance Karl Höffkes, mais bien plus pour permettre à l'association de perdurer. En effet, Fischer a alors passé son Abitur, diplôme clôturant les études secondaires, et la loi prussienne ne permettait pas aux jeunes de créer des clubs ou de rejoindre des clubs non scolaires si ceux-ci n'étaient pas placés sous la responsabilité d'un adulte. C'est à cette occasion que les Wandervögel, réunis en assemblée au Ratskeller de Steglitz, rédigent les statuts et les règlements du groupe, choisissent leurs représentants légaux (qui n'interviennent pas par ailleurs dans la vie du groupe), et enfin choisissent le nom de leur association.
Le groupe prend alors le nom complet et officiel de Wandervogel, Auschuss für Schülerfahrten (Wandervogel, Comité pour les Voyages d'Étudiants). Le terme de Wandervogel signifie « oiseau de passage » en allemand, qui correspond à une volonté du groupe d'affirmer son caractère romantique et vagabond, impression renforcée par l'usage du terme Wandervogel plutôt que Zugvogel « oiseau migrateur », pourtant synonyme, dans l'idée de renforcer le rôle central qu'y occupe la randonnée wandern en allemand. Certes, en français, on utilise habituellement l'expression « oiseau migrateur » pour traduire Wandervogel.

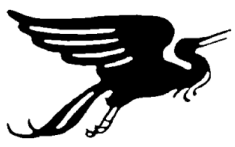
Logo du mouvement Wandervögel

L'origine du nom n'est pas certaine, et les interprétations divergent. Ainsi, selon Karl Höffkes, le nom de Wandervogel aurait été trouvé par l'un des membres de l'assemblée, le jeune Wolf Meyen, selon un Lied, ou chant populaire d'Otto Roquette se présentant comme suit « Ihr Wandervögel in der Luft ». Selon Dorlis Blume, en revanche, le nom serait inspiré d'une inscription découverte sur une pierre tombale par l'un des membres du groupe de jeunes : « Wer hat euch Wandervögel / die Wissenschaft geschenkt / dass ihr auf Land und Meeren / die Flügel sicher lenkt... ». Quelle qu'en soit l'origine, le nom donné à l'association est révélateur de la pensée romantique qui imprègne les jeunes gens qui la composent.

## LeWandervogeldes origines:habituset fonctionnement

### Une structure particulière, juvénile et auto-gérée
Le groupe de Wandervogel tel que le propose initialement Karl Fischer connaît à Steglitz un rapide succès, qui vaudra d'ailleurs au mouvement son expansion exceptionnelle sur le modèle développé ici. Cela tient notamment à sa structure particulière, jamais observée jusqu'ici dans d'autres groupes proposant des activités aux jeunes. Au contraire des scouts, qui apparaissent en Grande-Bretagne à la même période, les Wandervögel s'organisent entre eux, refusant l'immixtion des adultes dans cet espace de liberté qui est le leur. Au départ, les membres sont tous de jeunes garçons, issus du milieu bourgeois, et dont l'âge est compris entre 12 et 19 ans. Avant cela, ils sont trop peu robustes pour participer aux excursions du groupe, et passé 19 ans, le parcours classique voulait qu'ils rejoignent l'armée ou quittent leur bourgade d'origine pour devenir étudiants.
Ainsi rassemblés en bandes autogérées, ils fonctionnent sur un principe d'égalité, avec néanmoins le rôle particulier qu'est celui réservé au Führer, ou chef de groupe. Celui-ci n'est guère perçu comme très différent des autres membres, et en aucun cas comme un adulte, mais occupe davantage un rôle proche du grand-frère : Souvent d'âge légèrement supérieur, il a su s'imposer par son charisme et sa capacité à mener le groupe dans ses excursions, comme lorsqu'il s'agit de trouver un gîte par exemple.
Dans le groupe originel de Steglitz, c'est tout naturellement Karl Fischer qui occupe cette place particulière, d'une manière qui se distingue par son caractère assez autoritaire, avec un droit de regard qu'il tentera ensuite d'imposer aux autres groupes lorsque le succès de l'association lui vaudra son expansion dans d'autres localités, prenant le titre d’Oberbachant, ayant autorité sur les Führer des groupes nouvellement fondés.

### Un principe fédérateur: la randonnée et la vie en extérieur comme facteurs de libération
Au centre du credo des Wandervögel, la pratique de la randonnée et la vie simple en extérieur telle que l'avait déjà initiée Hoffmann, et qui sera conservée par les groupes lors de l'expansion du mouvement. Les excursions s'organisaient avec le minimum de moyens et de confort : les repas étaient préparés en extérieur, à même le feu de camp, tandis que le logis, lorsque les jeunes ne dormaient pas à la belle étoile, consistait en une tente rustique où en l'abri d'une grange à foin mise à disposition par les paysans. Les auberges de jeunesse, telles que l'on pouvait en trouver après la Première Guerre mondiale avec le développement des mouvements de jeunesse n'existaient pas alors, et la mobilité des jeunes sur ce modèle itinérant était quelque chose de tout à fait nouveau.
La plupart des randonnées avaient lieu durant l'été, mais des événements de moindre envergure se tenaient toute l'année, que ce soit durant la pause de fin de semaine ou pendant les vacances scolaires intermédiaires. Dédaignant les endroits touristiques et très fréquentés, les Wandervögel préfèrent se tourner vers les endroits où la nature se révèle dans sa beauté secrète et inconnue, dans des régions réputées plus rudes comme dans le centre ou le Nord de l'Allemagne, ou encore sur ses marges orientales, comme en Bohême. En effet, ce qui intéresse ces jeunes, c'est la notion d'aventure, qui se traduit dans le choix du vocabulaire utilisé pour désigner ces longues randonnées : au terme d'excursion on préfère celui d'expédition, ou Fahrt en allemand, à connotation plus rude. Le but de ces échappées dans la campagne n'est pas tant de voir les plus beaux paysages avec un objectif bien précis, mais bien plus de cheminer dans les paysages d'une Allemagne que le jeune est amené à aimer, et à entrer au contact d'une population rurale réputée épargnée par les ravages de l'industrialisation et détentrice d'une mémoire ancestrale véhiculée par le biais du folklore, qu'il convient de recueillir pour sauvegarder.

### La place de la culture: musique, chants, écrits et expression picturale
Accompagnant la marche, un élément essentiel du folklore propre aux Wandervögel était la musique, jouée sur des guitares ou des guitares-luths emportés lors des expéditions. Le reste de la troupe entonnait alors des Lieder ou chants traditionnels germaniques, que les Wandervögel contribuèrent justement à remettre au goût du jour : par leur musique, ils tissaient autour d'eux cet environnement romantique tant recherché, cette escapade dans un autre monde, façonné à leur image. En outre, ces chants avaient aussi pour but de créer un lien unificateur, à la fois entre les membres du groupe, mais également avec le monde extérieur et le peuple, ainsi qu'avec la Nature. Par leur remise en usage, ils espéraient sauver la poésie germanique vue comme "pure" de ce qu'ils percevaient comme une décadence, à savoir les courants poétiques modernes alors émergents.
La culture écrite, outre la musique, tenait aussi une place au retour d'expédition. De retour au logis, chacun était encouragé à consigner ses impressions et ses émotions vécues dans la nature dans le plus pur esprit romantique, sous forme de courts textes, récits, nouvelles, descriptions de paysages, fables, contes et légendes. Le style, peu original, s'inspire des Lieder dans leur dimension poétique, et le vocabulaire employé est volontairement archaïque, à quoi s'ajoutent parfois des termes de patois régionaux.
Accompagnant ces écrits, des illustrations venaient enrichir l'expérience ainsi narrée. Là encore, le style emprunte largement aux formes autrefois développées par les romantiques, d'un style résolument passéiste : dessins à l'encre, silhouettes découpées, il s'agit principalement de modèles imités, qui présentent peu d'originalité. On y retrouve des sujets récurrents, scènes de la vie rurale, écoliers errants, paysages tourmentés ou ruines médiévales pittoresques. On prend pour modèle des peintres paysagers, Caspar David Friedrich ou Ludwig Richter, qui influencent aussi la photographie qui fait rapidement son apparition dans les groupes de Wandervogel.
Productions littéraires et picturales sont ensuite rassemblées et diffusées dans de petits bulletins et gazettes qui assurent la liaison entre les différents membres et groupes voisins, édités par les Wandervogel eux-mêmes.

### Costumes et équipements
Les Wandervögel se différencient aussi physiquement des autres jeunes au moyen de leur accoutrement. Pour s'affranchir des contraintes bourgeoises vestimentaires de l'époque, le groupe de Fischer refuse la tenue de marin alors à la mode auprès de la jeunesse, le col dur et la cravate et adopte contre la pluie les pèlerines de laine des Bachanten, ces étudiants itinérants médiévaux, ainsi que de courts pantalons s'arrêtant aux mollets et de hautes chaussettes montantes.
D'abord dépourvus d'uniformes et vêtus de tenues fantaisistes et de chapeaux de feutres ornés d'une plume, les Wandervögel ne tardent pas à adopter une tenue spécifique qui les signale comme tels et les différencie des vagabonds. Les jeunes randonneurs se coiffent alors d'une casquette de drap vert caractéristique ornée d'une bordure rouge et dorée, couleurs également reprises sur le cordon passé à la boutonnière, tandis que le col ouvert, par opposition au col dur institutionnel, s'orne un foulard rouge noué autour du cou. Ce sont autant d'éléments qui permettent notamment de se différencier du commun des étudiants allemands d'alors.
L'accoutrement, et notamment le couvre-chef, permettent ainsi de créer une identité visuelle unique, nécessaire pour renforcer l'esprit d'appartenance entre les différents membres, mais utile également vis-à-vis des paysans, dont les Wandervögel étaient souvent tributaires pour trouver nourriture et hébergement. Ce code vestimentaire les rendait alors facilement reconnaissables pour n'importe quel rural, et leur évitait d'être confondus avec des vagabonds lorsqu'ils demandaient l'hospitalité dans une grange ou une étable. Tout dans leur accoutrement est aussi fait pour rompre avec l'esprit du temps, ou Zeitgeist, et rappeler l'ère pré-industrielle tant affectionnée par eux. Afin de mettre en exergue le sentiment d'appartenance à un groupe précis, Fischer ajoute encore un sifflement de reconnaissance ainsi que le « Heil ! », terme utilisé en guise de salut par les étudiants austro-hongrois.
Pour transporter provisions et matériel les Wandervögel ont d'abord recours aux havresacs portés en bandoulière et aux cartables de bois et de cuir appelés « Affe ». Mais très rapidement, le sac à dos de randonnée, ou « Rucksack » venu du Sud de l'Allemagne et bien plus pratique pour les longues marches vient les supplanter. Les sacs de couchages et tentes deviennent bien vite des fournitures indispensables pour la nuitée en extérieur. Enfin, les groupes transportent avec fierté la grande marmite commune appelée « Hordentopf » et symbole de leur autonomie alimentaire, brisant avec la dépendance familiale.

## Expansion, diversification et divisions duWandervogel(1904 - 1913)

### Le succès duWandervogeljusqu'en 1904
Dans les années qui suivent la fondation officielle du Wandervogel, les randonnées se multiplient, étoffant l'activité du mouvement. Très vite, de nouveaux groupes se sont créés, véhiculés par un phénomène spontané de contagion ou sous l'influence des compagnons de Fischer qui, lorsqu'ils quittent le Gymnasium de Steglitz pour poursuivre leurs études à l'université exportent avec eux le modèle du Wandervogel et fondent de nouveaux groupes là où ils s'établissent. Ainsi, en 1903 on trouve déjà des groupes de Wandervogel à Berlin, Poznań, Munich, Hambourg et Lunebourg. Afin de s'adapter à l'expansion du mouvement, on crée les premiers feuillets de communication qui dorénavant ne circulent plus seulement à l'intérieur d'un même groupe mais assurent un lien entre les multiples groupes fondés çà et là. Ces bulletins de liaison, appelés Fahrtenzettel sont aussi l'occasion pour les jeunes de publier les récits, poèmes et illustrations réalisés tels que mentionnés plus haut ; d'abord manuscrits leur qualité ne tarde pas à s'améliorer et bientôt ils sont imprimés.
Cette période voit aussi la naissance des premiers événements communs où les groupes convergent pour se rencontrer, selon la volonté de l’Oberbachant Fischer. C'est ainsi qu' en 1903 est lancée l’Ostmarkfahrt, une grande randonnée à travers les marches de l'Est allemand à partir de Poznań, dans le but de visiter les populations allemandes établies dans des zones à forte influence slave. Fischer a alors atteint l'apogée de son autorité et de son action : c'est dans cette dynamique qu'il souhaite continuer à développer le mouvement qu'il a contribué à fonder. Mais bientôt de nombreux groupes réclament plutôt une action plus individuelle, en petits groupes, plutôt que ces événements de grande ampleur où les jeunes ne retrouvent pas l'évasion dans la nature qu'ils étaient venus chercher dans le mouvement. En outre, ils contestent l'autorité de l’Oberbachant Fischer, qui se maintient à la tête du mouvement avec poigne et réclame une allégeance, dirigeant de manière quasi autocratique et conservant le pouvoir de décision sur les grandes orientations du Wandervogel.
À cette époque, le mouvement Wandervogel, par son non-alignement politique, est parvenu à amener à lui de nombreux jeunes gens, tout en se démarquant de cette société wilhelmienne conservatrice tant détestée. Par leurs accoutrements médiévaux, leur retour presque primitif à la Nature et les liens de camaraderie très étroits qui les lient, ces jeunes sont parvenus à créer une porte de sortie, un espace hors du temps, qui leur permet d'échapper aux cadres oppressifs de l'éducation traditionnelle et de la famille le temps d'une expédition. Car si le Wandervogel est un succès, il faut certainement y voir bien plus la réalisation d'un espace de refuge pour la jeunesse qu'un courant juvénile révolutionnaire qui voulait défier et provoquer ce monde des adultes, en créant une identité particulière pour ces jeunes non-conformistes comme l'avancent Hans Blüher et Karl Höffkes.
Mais le manque de positionnement idéologique, si favorable et enthousiasmant au départ, dans l'idée de se détacher du monde des adultes, ne tarde pas à se faire ressentir comme un manque chez ces jeunes dont les effectifs ont explosé, brassant un nombre exceptionnel d'adolescents aux idées variées, tandis que certains membres fondateurs ont évolué dans leurs réflexions en prenant de l'âge. Aussi, les scissions ne tardent pas à advenir, tandis que la ligne idéologique fléchit, avec une tendance de plus en plus répandue à doubler l'anti-modernisme et le néo-romantisme présents à l'origine du Wandervogel en une pensée völkisch, portant haut les valeurs du sang et de la race germanique.

### Désaccords, divisions et naissance de nouvelles branches
Rapidement, le caractère autocratique de l’Oberbachant Fischer finit par être remis en question. Les mécontentements se cristallisent sur plusieurs points : ainsi, certains Wandervögel regrettent le temps des groupes restreints et sont peu enclins aux événements d'envergure tels que l’Ostmarkfahrt, tandis que les excentricités de Fischer et de certains de ses compagnons sont mal acceptées par d'autres. Ce qui est notamment reproché à Karl Fischer, ce sont ses mœurs jugés excessifs dans sa volonté de vivre comme un errant, et notamment sa consommation parfois abusive d'alcool. Dès lors, le conflit idéologique opposant la vision plus sauvage, plus rustique et plus audacieuse de Fischer et celle, plus conformiste et utilitariste des mécontents aboutit à une première scission de l'original Wandervogel, Ausschuß für Schülerfahrten en 1904.

#### Wandervogel, eingetragener Verein zu Steglitz
Ainsi en 1904, à la suite de tensions grandissantes, les opposants de Fischer créent le « Wandervogel, eingetragener Verein zu Steglitz ». En opposition à l'ancien autocratisme, la direction est confiée à un collège de membres appelé Vorstand, au sein duquel le professeur Ludwig Gurlitt occupe une place importante. Le Vorstand est chargé de toutes les grandes décisions, qui sont ensuite relayées aux chefs, ou Führer des différents groupes. Par ailleurs, l'organisation s'attache à développer les aspects culturels de ses activités, en initiant ses membres au secourisme ou à la photographie, par exemple. Le mode de vie rustique prôné par Fischer, jugé ridicule, est également assoupli dans l'idée qu'il s'agit avant tout de se comporter en touristes éclairés plutôt qu'en vagabonds endurants. Contrairement à la vision expansionniste développée par Fischer, le Wandervogel, eingetragener Verein zu Steglitz se cantonne à la banlieue de Berlin et ne connaît qu'un faible développement. Médiocre, l'organisation officielle ne parviendra pas à se développer et finit par végéter, proclamant sa dissolution en 1912, avec seulement 200 membres officiels.

#### Altwandervogel
En réaction à cette séparation, Fischer transforme la même année ce qui reste du mouvement original, Wandervogel, eingetragener Verein zu Steglitz en Altwandervogel, revendiquant la paternité du mouvement. Dans cette œuvre, il est épaulé par ses compagnons Fulda et Weber qui l'aident activement à rédiger de nouveaux statuts et règlements pour le mouvement : Mais le Grossbachant Karl Fischer refuse d'abandonner le modèle autocratique en usage jusqu'alors.
L'entêtement du chef mène alors à une nouvelle crise du mouvement dès 1905, ce qui pousse Fischer à abandonner définitivement sa charge au 1er janvier 1906 et à s'expatrier en Chine. Dès lors, l'organisation du mouvement est refondue sur un modèle proche du Wandervogel, eingetragener Verein zu Steglitz. Les décisions sont prises par un comité regroupant parents et sympathisant, le Eltern- und Freundesrat (abrégé Eufrat), duquel émane un Bundesleiter chargé de diriger le mouvement. Malgré ces transformations, l’Altwandervogel ainsi refondu reste dans le sillon de Fischer, demeurant très attaché un mode de vie rude et inspiré de l'étudiant itinérant médiéval; mais en revanche, tout engagement en faveur d'une cause particulière est rejeté. Dès lors, l’Altwandervogel voit ses effectifs augmenter à vive allure et connaître un beau succès.

#### Hamburger Wanderverein
L'année 1905 voit aussi la naissance d'un autre groupe divergent, baptisé Hamburger Wandereverein : à l'origine sans lien direct avec le Wandervogel, il finit néanmoins par s'en rapprocher. Ces étudiants de Hambourg proches des idées d'origines du Wandervogel, n'ont aucune volonté de politisation, et veulent simplement marcher dans le plus pur esprit romantique, loin des préoccupations bourgeoises et intellectuelles, se focalisant sur l'activité physique et artistique.

#### Wandervogel, Deutscher Bund für Jugendwandern
La scission suivante éclate en 1907 à l'origine du chef du groupe d'Iéna, membre de l’Altwandervogel, Ferdinand Wetter. Ce dernier, sensible aux idées hygiénistes de la Lebensreform, demande à abolir l'usage de l'alcool et du tabac au sein du mouvement, comme l'avait déjà fait la branche Wandervogel, eingetragener Verein zu Steglitz dès 1904. À la suite des oppositions que provoque sa proposition, il décide lui aussi de fonder son propre mouvement, qu'il baptise Wandervogel, Deutscher Bund für Jugendwandern, abrégé WV DB.
Très décentralisé, et laissant donc la part belle aux groupes locaux, le WV DB reçoit en outre le soutien de diverses organisations comme la Ligue des étudiants abstinents (Bund abstinenter Studenten) ou le Dürerbund, ligue anti-alcoolique. Connaissant un vaste succès, le groupe essaime dans sa ville d'origine puis dans de nombreuses villes universitaires, et, contrairement à d'autres branches divergentes, rayonne : d'une présence dans 23 localités en 1908, on passe à 120 en 1911.
L'orientation idéologique du mouvement marque vraiment une rupture nette avec ses prédécesseurs plus attachés à un simple mode de vie rustique : le WV DB se dote lui d'un véritable programme pédagogique, très influencé en cela par les idées développées par les penseurs de la Lebensreform, mais également par les idées identitaires ou völkisch qui se font de plus en plus prégnantes. Enfin, cette branche propose également de nouvelles pistes au mouvement, que sont l'élargissement du Wandervogel à l'ensemble de la jeunesse, sans distinction d'âge, de sexe ou de classe sociale, l'abstinence vis-à-vis du sexe pré-marital, de l'alcool et de la nicotine, enfin l'unification des multiples branches en un mouvement unifié.

#### Une tentative d'unification: leWandervogel e.V., Bund für deutsches Jugendwandern
Si les scissions ont provoqué l'effritement du mouvement originel, les différentes branches nées de ces divisions continuent de véhiculer le mode de vie fondateur du Wandervogel, bien que chacune mette davantage l'aspect sur certains points d'idéologie selon les affinités de ses membres. Aussi, certains anciens membres fondateurs s'emploient alors à tenter de réunifier le mouvement ainsi dispersé.
C'est notamment sous l'impulsion du Wandervogel, Deutscher Bund, que d'actives tentatives de réunification du mouvement voient le jour : Hans Breuer, l'un des rares membres fondateurs à ne pas être éclipsé après le départ de Fischer et figure remarquable de la branche WV DB, va s'y consacrer avec énergie.
Aidé de son camarade Hans Lissner, il compulse de vieux Lieder allemands glanés dans les bibliothèques universitaires lorsque ses études de médecine lui en laissent le temps : titré Zupfgeigenhansl, le livre de chants populaires qui résulte de son travail, édité pour la première fois en 1909, met à l'honneur la culture germanique. Il connaît un très large succès parmi les jeunes rêveurs, devenant une référence commune pour tous les Wandervögel, sans distinction d'obédience.
En plus de cette unification culturelle, Breuer, attaché à l'idée d'une ligue unitaire chère à Karl Fischer, rédige articles et circulaires, harangue ses camarades lors des rencontres et argumente inlassablement auprès des autres chefs de groupe. Ainsi, dès 1910 il tend la main à la Hamburger Wanderverein (devenu entre-temps le Bund Deutscher Wanderer) pour tenter une union, mais essuie un refus. Le Wandervogel, Deutscher Bund se tourne alors vers les autres branches pour tenter de former un mouvement unitaire, mais posant comme base de celui-ci l'acceptation des filles, l'abstinence alcoolique et l'élargissement des recrutements aux apprentis et aux élèves du primaire. Au terme de longues tractations et de compromis, un mouvement unitaire voit le jour à la fin de l'année 1912, il s'agit du Wandervogel e.V., Bund für deutsches Jugendwandern, fondé sur une large décentralisation. Dès 1912, le Wandervogel, eingetragener Verein zu Steglitz s'y fond, rejoint par près de deux tiers des effectifs de l’Altwandervogel dès 1913.
Le mouvement unifié adopte donc une structure fédérale et pyramidale, d'abord à l'échelle de chaque ville, puis au niveau de la province, appelée Gau. Malgré l'unité du mouvement, les particularismes de chaque groupe local sont revendiqués par d'extravagants couvre-chefs, des multitudes d'étendards, badges et broches, ainsi que par des bulletins d'information régionaux (Gaublätter). Ainsi, on trouve en 1913 jusqu'à 19 Gaublätter différents. Les groupes se dotent d'un local, appelé Heim, ce qui traduit bien l'idée du domicile, de la maison commune : y est souvent installée une petite bibliothèque, et l'on y a expose fièrement ses emblèmes.

#### Une unification incomplète et partielle
Si de nombreuses branches rejoignent le mouvement unifié du Wandervogel e.V., Bund für deutsches Jugendwandern, ce regroupement ne parvient pas à rassembler toutes les associations de Wandervogel, soit qu'il existe des réticences personnelles émanant des chefs, soit du fait de divergences d'opinion sur les principes fondamentaux qui doivent diriger la vie des groupes.

##### Les réticences de l’Altwandervogel
Ainsi, si près de deux tiers de l’Altwandervogel intègrent les rangs du Wandervogel e.V., Bund für deutsches Jugendwandern, l'association en tant que telle reste bel et bien indépendante. Fidèle aux idées de Karl Fischer, elle refusait en effet le rôle trop important pris par les adultes au sein du mouvement unitaire, à la fois dans son organisation et dans son orientation idéologique. Bien qu'affaibli par une perte d'effectifs, l’Altwandervogel compte toujours en 1914 le nombre appréciable de 4 400 adhérents et 6000 Scholaren, jeunes participant aux activités de manière ponctuelle sans être adhérents.

##### LeJungwandervogelde Hans Blüher
Autre association indépendante du mouvement unitaire, le Jungwandervogel. Émanant de l'Altwandervogel dont ils se séparent en 1910 à l'initiative de Hans Blüher, la branche se pose en contradiction avec l'Altwandervogel, prenant un nom qui signifie "Jeunes Wandervögel" : par ce titre provocateur, ils rejettent le caractère jugé trop sage de l'Altwandervogel, vu comme un mouvement ayant perdu toute substance sous l'effet conjugué de ses effectifs galopants et de la place importante laissée aux adultes, qu'il s'agisse des membres de l'Eufrat ou des professeurs et pédagogues qui y diffusent leurs théories. Plus radicaux aussi, les Jungwandervogel se posent en groupe élitiste et exclusivement juvénile, attaché au caractère originel du mouvement.

##### LeWandervogelhors d'Allemagne
Ailleurs dans l'espace germanique, des associations indépendantes de Wandervögel voient le jour.
Ainsi en est-il des Wandervögel suisses, ou Schweizerischer Wandervögel, nés en 1906-1907 au contact de leurs homologues allemands lors de rencontres sur le thème de l'abstinence. Officiellement fondé en 1908, le groupe connaît son apogée en 1913 avec environ 1 500 membres, et échappera par sa situation géographique et politique particulière aux troubles suscités par les guerres mondiales, perdurant jusqu'en 1955 avec des effectifs stables. Néanmoins, sa portée reste limitée aux suisses de langue allemande, issus du milieu bourgeois et protestant.
En Autriche également, une association indépendante de Wandervögel se forme en 1906, sous le nom de Österreichischer Wandervogel qu'elle conservera peu de temps, puisque dès 1911, sous l'influence du Wandervogel Deutscher Bund allemand, elle se transforme en Österreichischer Wandervogel, Bund für deutsches Jugendwandern et embrasse les idées hygiénistes de la Lebensreform et les valeurs völkisch développées par celle-ci. Très tôt, les Wandervögel autrichiens acquièrent une réputation agressive et farouchement nationaliste : Dans leurs discours domine un racisme caractérisé par la supériorité de la "race germanique", qui va de pair à une xénophobie féroce à l'encontre des slaves, inaugurant ainsi un positionnement politique et idéologique très marqué.

## Émergence de nouvelles idéologies et immixtion croissante des adultes

### De nouvelles influences: de laLebensreformaux tendancesvölkisch
En même temps que ces divisions, de nouvelles questions émergent parmi les anciens membres du Wandervogel : abandonnant la rêverie et leur univers forestier, ils s'inquiètent du monde qui les entoure et accèdent à des interrogations nouvelles, délaissent alors leurs recueils de poésie romantique pour s'intéresser à des ouvrages nouveaux.
Le mouvement dit de la Lebensreform, courant réformateur agissant dans les pays germaniques au tournant des XIXe – XXe siècle prônant un rejet de l'industrialisation et de l'urbanisation, et tendant vers un retour à une Nature bénéfique trouve un écho favorable auprès de certains groupes du Wandervogel, notamment par le biais de certaines théories célébrant la pureté du corps et le rejet de tout ce qui pourrait l'entacher. Les questions du rapport au corps et du nudisme trouvent également leur place dans ces réflexions en questionnant le statut de l'homme naturel.
Mais une seconde tendance ne tarde pas à se superposer à ces interrogations, courant que l'on désigne par le germanisme "völkisch", et que l'on pourrait traduire par "identitaire" ou "nationaliste" : plutôt positionnée sur l'aile droite et conservatrice, cette mouvance néo-romantique attachée aux thématiques du "sang et du sol" reprises plus tard par le parti nazi au cours des années 1930 fait l'éloge du retour à la terre des ancêtres nordiques pour retrouver une vie saine, purgée des vicissitudes du monde contemporain qui affaibliraient la "race germanique" et conduirait à sa dégénérescence.
Parmi les porteurs de cette pensée, le livre de Hermann Popert, Helmut Harringa, paru en 1910 et publié à plus de 32 000 exemplaires. Mettant en scène son héros du même nom, Popert en fait une incarnation de la virilité sublimée, combattant l'excès d'alcool et de nicotine, la sexualité hors mariage, et tout ce qui pourrait porter préjudice à la pureté de la race germanique. L'ouvrage de Popert trouve un large écho parmi les Wandervögel, et notamment au sein du Jungwandervogel attiré par cette exaltation germanique, nordique et païenne de la liberté, en opposition à une société marquée par le sceau d'un catholicisme latin autoritaire, et séduit par l'idée d'abstinence à une époque où la débauche est de règle au sein des corporations étudiantes.
Plus tard, c'est au tour de Hermann Burte d'accéder à la renommée grâce à son ouvrage Wiltfeber, qui enthousiasme notamment l'aile droite des milieux völkisch. Roman éponyme, le roman fait le récit du retour de Martin Wiltfeber, un hambourgeois de retour dans son pays natal après 9 ans d'absence. Empli de nostalgie à l'idée de revenir au pays, le tableau qui s'offre à ses yeux est lugubre : La population est profondément divisée en classes sociales que plus rien n'unit, les valeurs étrangères ont corrompu la culture... Tout n'est plus que déclin et dégénérescence.

### Une immixtion croissante des adultes au sein du mouvement
À côté de ces auteurs qui parviennent à propager leurs idées, tout un florilège de penseurs tentent de porter leurs idées de réformes visant à réinventer une jeunesse nouvelle sur les bases d'une "diététique saine" et d'une "vie naturelle" : directeurs d'écoles, pédagogues réformistes, tels que Natorp, Kerscheteiner, Lichtwark, Lietz, mais surtout Gurlitt.
La vision de l'éducation déployée par Hermann Lietz (1868 – 1919) est profondément marquée par un rejet du monde urbain qu'il considère comme néfaste au développement des jeunes, et de l'éducation académique telle qu'elle était mise en pratique dans les Gymnasium perçue comme inadaptée et hors de nature. À l'inverse, il milite pour une école tournée vers le monde rural, où l'étude serait harmonieusement couplée au travail physique de la ferme, permettant à la jeunesse de développer les "vertus du sang" et les "qualités germaniques". Nous retrouvons bien dans ce programme les tendances "völkisch" précédemment évoquées, auxquelles Lietz ajoutera une vision profondément antisémite à la fin de sa vie.
Enfin, Ludwig Gurlitt (1855 – 1931), professeur de lettres classiques au Steglitzer Gymnasium se dresse contre l'aridité intellectuelle du système éducatif wilhelmien, ce qui l'amène à soutenir activement les Wandervögel et à élaborer de nouvelles théories sur une nouvelle manière de vivre inspirée des valeurs en action dans ces groupes de jeunes : l'amour de la nature et du "Heimat" c'est-à-dire la patrie, ainsi qu'un intérêt renouvelé pour la question du bien-être corporel, idées qu'il expose dans deux livres, L'Allemand et sa patrie, paru en 1902, et L'Allemand et son école, en 1904. Là encore, le retour à la nature se teinte d'idéologie völkisch, mélange utilisé dès les années 1930 par le parti nazi et son slogan "Blut und Boden".
Mais ces initiatives laissent la porte ouverte aux aînés, et bientôt les vieilles générations s'introduisent dans ces initiatives dont la jeunesse est pourtant le moteur, échappant ainsi aux jeunes eux-mêmes. Souvent, ces maîtres à penser ils sont alternativement célébrés puis rejetés, selon des cycles de brève ascension puis de chute. Il apparaît dès lors que le caractère juvénile du mouvement Wandervogel n'a finalement pas échappé à la confiscation par des adultes soucieux de faire de cette nouvelle sociabilité le terrain d'application de théories nouvelles.

## Entre acceptation et rejet: LeWandervogelà l'épreuve de nouvelles questions

### La question de l'homosexualité au sein duWandervogel
C'est également au cours de ces années 1904 – 1913 que le mouvement est victime de soupçons qui suscitent alors un véritable scandale dans la bourgeoisie allemande. En 1907 éclate en effet l'affaire Harden-Eulenburg, et dans son sillage un membre éminent de la branche de l’Altwandervogel, Wilhelm Jansen, est accusé d'avoir eu des relations homosexuelles avec des garçons plus jeunes du mouvement, suscitant un important tollé. De telles allégations se fondaient notamment sur sa proximité avec le journal Der Eigene, engagé en faveur de la défense des homosexuels, et par son intégration au Wandervogel rendue possible par son ami Hans Blüher, qui revendique plus tard dans ses écrits Der Wandervogelbewegung als erotisches Phänomen l'érotisme juvénile sur le modèle spartiate, tel qu'il est présenté par Platon, comme une composante du mouvement. Sous l'effet de l'attaque, Wilhelm Jansen est contraint d'abandonner son rôle prestigieux en 1908, et se voit finalement obligé de quitter le mouvement en 1910 du fait de son orientation sexuelle.
Gustav Wyneken, pédagogue influent et proche des Wandervögel, prendra notamment la défense de Jansen en développant une théorie de l’eros comme un grand principe pédagogique pour la jeunesse, hissant l'éducation des sens par le nudisme, la danse et le sport au rang d'activités d'éveil nécessaires à la découverte de la sexualité. Il encourage donc la camaraderie amoureuse et les relations homosexuelles qu'il présente comme des outils révélateurs des tendances naturelles, selon le principe de la pédérastie des Grecs antiques, où l'éducateur a pour rôle d'éveiller l'amour que porte en elle la jeunesse, rejoignant en cela la position de Blüher. Toute une frange des Wandervögel, garçons comme filles, revendiquera d'ailleurs visiblement par la suite ces pratiques homosexuelles tant fustigées à l'époque du scandale Harden-Eulenburg.

### La place débattue des filles
En lien étroit avec les questions d'homosexualité se pose également la question de la mixité du mouvement. Ainsi, pour un penseur comme Hans Blüher, le rôle des filles se limitait au mieux à celui de spectatrices venues encourager les garçons lors des fêtes et des manifestations populaires. Par la suite, à mesure que le mouvement prit de l'ampleur et que les groupes se multiplièrent, la création du Wandervogel Deutscher Bund, qui se sépara de l’Altwandervogel en 1907, permit la création de ligues spéciales réservées aux jeunes filles. Les autres branches quant à elles ouvrirent parfois leurs rangs aux filles, mais de manière limitée et demandant le chaperonnage par leur mère. Mais face à une pression toujours plus forte sur ce thème, de nombreux chefs du mouvement parvinrent dès 1911 à la conclusion que les filles devraient bénéficier d'une place égale au sein du mouvement.

### LeWandervogelet l'antisémitisme
Dans les années qui précèdent la réunion du Haut Meissner vient aussi à se poser la question de l'ouverture des groupes de Wandervögel aux jeunes issus de la bourgeoisie juive assimilée à la population allemande. Au sein des groupes et des différentes branches, la question suscite un vif débat, et de nombreuses oppositions qui révèlent un antisémitisme latent bien ancré chez ces jeunes. Face à ces démonstrations d'hostilité est créé en 1907 l'équivalent d'un Wandervogel de confession juive, le Jüdische Wanderbund Blau-Weiss, ce qui signifie "Association de randonnée juive bleu et blanc", en référence aux couleurs d'Israël.
Cela n'empêche pas les manifestations d'hostilité à l'encontre des Juifs de perdurer au sein des ligues : au cours du grand rassemblement de 1913 au Hoher Meissner circule le slogan "Wandervogel, deutsch !" ce qui veut dire "Wandervogel, allemand !" réclamant pour le mouvement la sélection de ses membres sur des critères raciaux et nationalistes, tandis que les antisémites du Reichshammerbund soutiennent ouvertement ces tendances. L'intervention et les protestations de chefs de ligues renommées est nécessaire pour calmer les esprits, déclarant publiquement que le Wandervogel doit estimer chacun selon sa valeur personnelle et non selon sa confession, et se déclare étranger à toute tendance antisémite. Néanmoins, il s'agit là davantage de pieux souhaits que de la réalité factuelle. Aussi, dès 1914, bien qu'aucune décision ouvertement antisémite ne ferme le Wandervogel à la jeunesse d'origine juive, l'absence de positionnement idéologique forte caractéristique du Wandervogel d'avant-guerre laisse le champ libre aux positions antisémites et racistes en ne déclarant pas ces points de vue comme contraire à l'essence du mouvement. La montée des idées nationalistes qui fleurissent dans le climat de la guerre naissante ne fait d'ailleurs que renforcer ces tendances.

## Le tournant duHoher Meissner, Erster freideutsche Jugendtag(1913)

### Bilan duWandervogelen 1912 - 1913
À la veille du sommet du Haut-Meissner, le mouvement Wandervogel, dispersé en multiples associations, connaît un succès impressionnant. En effet, ce sont près de 40 000 adhérents, dont 692 groupes pour l'Allemagne répartis dans 496 villes ou villages, à quoi s'ajoutent 6 groupes en Autriche-Hongrie et encore 4 groupes ailleurs à l'étranger qui composent ses effectifs. Sur le territoire allemand, les groupes se concentrent surtout sur une large bande Est-Ouest allant de la Saxe à la Rhénanie, tandis qu'ailleurs les groupes de Wandervögel sont moins nombreux, notamment dans le Nord du pays. À une échelle plus resserrée, nous remarquons que le mouvement est essentiellement urbain, puisque ce sont presque la totalité des villes de plus de 100 000 habitants qui comptent au moins un groupe de Wandervögel, et 68,7 % des villes ayant une population comprise entre 20 000 et 10 000 habitants.

### Le rassemblement du Haut Meissner: 10, 11 et 12 octobre 1913
Les 10, 11 et 12 octobre 1913 se tient au lieu-dit Haut Meissner (ou Hoher Meissner en allemand) un grand rassemblement de ligues de jeunesse organisé à l'occasion de la commémoration des cent ans de la Bataille des Nations de Leipzig, où l'unité allemande a fait sa force contre les armées de Napoléon Bonaparte un siècle auparavant. Sont présentes de très nombreuses ligues différentes : Wandervogel autrichien, Jungwandervogel, Freischar, Vortruppbund sont tous là, rassemblant plus de deux mille jeunes, garçons et filles.
L'événement est organisé à l'initiative de Christian Schneehagen, étudiant en médecine à Hambourg et membre de la Freischar, et vise à unifier les ligues diverses et variées formant le mouvement de jeunesse, ou Jugendbewegung né en ce début de XXe siècle. Le message est clair : comme autrefois leurs ancêtres avaient défait les armées impériales par leur esprit de corps, la force des jeunes dépendrait de leur unité, selon les idées défendues par Karl Fischer qui souhaitait créer une grande Ligue de la Jeunesse ou Bund der Jugend en allemand. Cette idée d'un mouvement de jeunesse uni, vu comme une seule et même dynamique commune, doit beaucoup au Wandervogel qui popularise l'idée par le biais de l'ouvrage de Hans Blüher publié en 1912 : Wandervogel, Geschichte einer Jugendbewegung.
Insistant sur les fondements rustiques et "randonneurs" du mouvement, les ligues choisissent un endroit situé en pleine nature, dans l'idée également de marquer la rupture avec la pompe des célébrations patriotiques et officielles de la Bataille de Leipzig. On retient pour l'événement le site du Wissner, rebaptisé pour l'occasion Haut Meissner, nom que l'histoire conservera tel quel.
Le rassemblement commence par la réunion des chefs des différentes ligues au sommet du Hanstein proche afin de délibérer délibérer de l'unification de leurs mouvements et d'en discuter les grands principes. C'est durant cette assemblée cruciale que sont définies les tendances qui vont infléchir toute la ligne de conduite de tout le mouvement de jeunesse en formation, ou Jugendbewegung, dans les années suivantes. Ainsi, Paasche, membre éminent du Vortruppbund lancé par Popert donne une véritable conscience politique aux mouvements de jeunesse par son appel "Le feu ravage notre maison d'Allemagne, nous sommes les pompiers". Sa prise de parole enflammée suscite l'enthousiasme, lorsqu'il propose par cette formule d'assainir, par l'application des principes de la Lebensreform, une société allemande perçue comme sclérosée. Un objectif global et commun à tous est donc ainsi défini : L'unité en une ligue commune, baptisée Freideutsche Jugend ou "Jeunesse libre allemande", construite sur les principes d'exaltation de la liberté, d'adoption des principes de la Lebensreform, de la nature germanique et juvénile du mouvement.
Le lendemain, ces décisions sont présentées à la foule de jeunes gens réunis pour l'occasion, tandis que plusieurs adultes influents au sein du mouvement prennent également la parole, à l'image de Gustav Wyneken et de Ferdinand Avenarius. Selon les orateurs, les idées nationalistes prussiennes côtoient le fanatisme national, antisémite et raciste, ou encore les idées de réformes de la pédagogie.
Le regroupement est aussi l'occasion de définir les grandes orientations à prendre sur les sujets jusque là controversés. L'initiative du rassemblement émane en effet de la Ligue allemande des étudiants abstinents (Deutscher Bund abstinenter Studenten), qui, soutenu en cela par la Deutsche akademische Freischar, portent haut les idées de la Lebensreform proposant une meilleure hygiène de vie par le bannissement du tabac et de l'alcool. Mais un tel positionnement n'était pas du goût de tous, et en particulier de certains Wandervögel des origines. Hans Bluher notamment, Wandervogel vétéran, défendait cette position. Finalement, le rejet du tabac et de l'alcool, exprimés dans le Meissner Formel, figure dans les fondements de la Freideutsche Jugend, ce qui ne va pas sans susciter des dissensions.
Un second point d'achoppement résidait dans la question de la mixité des groupes. Dans la vision de Karl Fischer et des premiers Wandervogel, les jeunes filles étaient exclues de cette sociabilité masculine particulière. En effet, nombreux étaient ceux qui pensaient le mouvement juvéniliste comme réservé exclusivement aux jeunes hommes, dans une logique où les concepts de "jeunesse" et de "masculinité" viendraient presque se confondre, les filles étant alors reléguées au rang de simples spectatrices lors d'événements publics et festifs.
Enfin, c'est aussi au cours du rassemblement du Haut Meissner en octobre 1913 qu'apparaissent visiblement des tendances antisémites, du côté des Wandervogel autrichiens notamment. Ceux-ci, militant pour une hygiène raciale, sont fiers d'affirmer que les parmi les jeunes gens rassemblés il n'y a "ni juifs, ni Slaves, ni Velches". De même, la présence de représentants du mouvement des Volkerzieher, les "éducateurs du peuple" lors de l'événement, qui se réclament d'un christianisme allemand raciste et antisémite, montre que leurs idées sont prises au sérieux par une bonne partie de la jeunesse présente. Seulement quelques mois plus tard, au printemps 1914, l'antisémitisme gagne du terrain, puisque chaque groupe peut dorénavant décider à l'échelon local s'il ouvre ses rangs aux juifs ou non, institutionnalisant de fait les pratiques antisémites, selon l'analyse de François Genton.

Finalement, la rencontre se clôture par la lecture du Meissner Formel, un document faisant état du positionnement de la Freideutsche Jugend, désormais mouvement uni, face aux questions fondamentales débattues tout au long du rassemblement. Ainsi, alors que l'on encourage de plus en plus la jeunesse à se positionner, celle-ci réclame pour elle-même une autonomie non conciliable avec un engagement précis, face aux récupérations du mouvement tentées aussi bien par l'État, les pédagogues que les Églises. Elle l'exprime en ces termes : 
"La jeunesse libre d’Allemagne veut construire sa vie selon sa volonté et sa responsabilité propres, conformément à sa vérité intérieure. En toutes circonstances elle défendra unie cette liberté intérieure. Pour favoriser l’entente mutuelle, des rassemblements de la jeunesse libre d’Allemagne seront organisés. L'alcool et la nicotine seront bannis de toutes les manifestations communes de la jeunesse libre d'Allemagne".
À la veille de la première guerre mondiale, le rassemblement du Hoher Meissner semble annoncer pour ces jeunes l'espoir d'une grande entreprise commune à toute la jeunesse allemande, mais la guerre qui éclate dès l'année suivante réduit ces aspirations en poussière. Non seulement la jeunesse est massivement mobilisée au front, mais des dissensions entre sensibilités de gauche et de droite rongent aussi le mouvement de l'intérieur dès 1914. Face à ces périls, la Freideusche Jugend ne survit pas au conflit mondial. Malgré tout, le rassemblement du Hoher Meissner est un témoignage éclatant de la réussite du Wandervogel : à partir du simple concept des origines, la jeunesse allemande parvient à créer pour la première fois une culture juvénile moderne, et pousse l'organisation de la jeunesse en un mouvement autonome comme nulle part ailleurs.

## LeWandervogelface à la Première Guerre mondiale
Lorsque la Première Guerre mondiale éclate en juillet 1914, cela ne surprend personne : depuis plusieurs années déjà l'Europe s'y prépare. À cette annonce, de nombreux jeunes n'ont qu'une hâte : s'enrôler, vite, avant que le conflit ne prenne fin sans leur laisser l'occasion de se distinguer. Les Wandervögel figurent parmi les plus enthousiastes et les plus empressés. Alors que depuis plusieurs années groupuscules et meneurs s'affrontent dans des débats d'idées interminables, la guerre fait table rase de cette situation. Cette jeunesse née durant une époque de quarante ans de paix, depuis la guerre franco-prussienne de 1871, ne connaît pas la guerre, et l'envisage à travers une vision romantique. À leurs yeux, la guerre fait écho à aux combats classiques et légendaires, virils, nobles et glorieux, où les valeurs de camaraderie entre frères d'armes se déploieraient à leur paroxysme : don de soi, altruisme, témérité trouveraient leur accomplissement dans le tumulte des combats. Mais au-delà de ces considérations, la guerre est véritablement envisagée comme une libération, qui fait éclater l'oppressif carcan social.

### Une mobilisation massive desWandervögel
Aussi, ceux des Wandervögel qui ne sont pas directement enrôlés sous les drapeaux se portent volontaires pour combattre. Ce sont ainsi près de dix mille Wandervögel qui trouvent leur place dans les rangs de l'infanterie allemande en 1914 dans les premiers mois après la déclaration de guerre. La volonté de participer à l'effort de guerre est si importante parmi les Wandervögel que les plus jeunes membres, ne pouvant intégrer de bataillon, calment leurs frustrations en aidant aux moissons les groupes de volontaires du travail, tandis que bon nombre de filles intègrent la Croix Rouge afin de venir en aide aux blessés et jouer un rôle dans l'issue des conflits. Afin de se donner une idée de l'ampleur de la mobilisation de la jeunesse, prenons l'exemple de Bonn où ce sont trois quarts des étudiants qui sont soit sur le front soit en train de participer aux services volontaires du travail.
Le rôle des Wandervögel dans la guerre se concentre surtout durant l'année 1914, jusqu'à ce que les troupes allemandes, en marche vers Paris, soient arrêtées et que le conflit se transforme en une guerre de position. C'est durant cette première phase de guerre de mouvement que les armées allemandes tentent une manœuvre appelée "course à la mer" consistant à encercler l'ennemi dans le Nord de la France pour l'abattre. Dans ce contexte a lieu la sanglante bataille d'Ypres, où la jeunesse allemande prend part à travers l'épisode de Langemarck, longuement instrumentalisé par la suite par les nazis.

### La jeunesse au front: la figure duFeldwandervogel
Avec la stabilisation du front et la mise en place d'une guerre de position apparaît la figure du Feldwandervögel, ce qui signifie « Wandervögel du champ de bataille » en allemand. Plongés dans l'horreur quotidienne des tranchées, ces jeunes Wandervögel-soldats vivent désormais dans le souvenir heureux de leurs randonnées et de la pureté de ce paradis perdu pour tenter d'oublier le paysage lugubre de la guerre. Le recueil poétique Der Wanderer zwischen beiden Welten, écrit par Walter Flex et publié et publié dès 1916, retranscrit bien la perception particulière de la guerre vécue par ces Felwandervögel et trouve d'ailleurs un important écho auprès de ceux-ci, pour qui il constituera un ouvrage de référence. Dans cet ouvrage, dont le titre signifie « Le voyageur entre deux mondes », l'auteur, qui a lui-même combattu dans l'infanterie lors du conflit, se met en scène à travers le jeune lieutenant Ernst Wurche, et témoigne avec sensibilité des sentiments qui pouvaient assaillir cette jeunesse jetée ainsi dans la tourmente de la guerre. Malgré tout, à en croire Karl Höffkes, même dans cet environnement où la guerre a tout bouleversé, certains de ces jeunes gens parviennent à organiser des rencontres informelles entre eux, et bien qu'habillés des manteaux gris-vert de l'armée, ils continuent de revendiquer leur spécificité en conservant plusieurs éléments ou habitudes distinctives. Ainsi, ils ornent la boutonnière de leur uniforme du traditionnel ruban vert-rouge-or, et continuent à faire circuler, dans la mesure du possible, des circulaires et des bulletins d'information.

### État duWandervogelà l'issue de la Première Guerre mondiale
Malgré les efforts effectués pour perpétuer la dynamique de jeunesse à l'œuvre lors du rassemblement du Haut Meissner, la guerre détruit presque entièrement le mouvement de jeunesse (Jugendbewegung) naissant, tandis que le Wandervogel survit à cette épreuve, même s'il se relève difficilement. Le bilan humain est très lourd : selon les estimations, entre 40 000 et 58 000 étudiants allemands ont combattu sur le front, dont près de 16 000 y ont laissé la vie, parmi lesquels 7000 Wandervögel. Ce sont aussi des membres éminents, véritables moteurs des ligues qui trouvent la mort dans les tranchées : Flex, Breuer, et Christian Schneehagen lui-même, qui avait organisé le rassemblement du Hoher Meissner, meurent durant la guerre.
En outre, un immense fossé s'est creusé entre les plus âgés qui reviennent de la guerre et la génération de leurs cadets, restés à l'arrière. Si les Wandervögel avaient d'abord prévu de réintroduire leurs anciens chefs après la guerre, l'idée s'estompe bientôt devant le sombre bilan du conflit : non seulement près de la moitié des Feldwandervögel sont tombés sur le champ de bataille, mais ceux qui en reviennent indemnes physiquement portent de lourdes séquelles psychologiques ne permettant pas un simple retour en arrière, au temps idéal de l'insouciance des randonnées en pleine nature. De plus, pour les anciens Feldwandervögel, la proximité permanente des adultes générée par le brassage social de la guerre a rendu l'idée d'un mouvement de jeunesse chimérique, et beaucoup d'entre eux sont habités par la désillusion. De plus les nouveaux chefs, âgés de 16 à 17 ans et ayant pris la place de leurs aînés en leur absence, appelés "chefs du temps de guerre", ne sont guère enclins à rétrocéder leurs fonctions : leur manière de faire correspond désormais à des enjeux nouveaux, adaptés à cette génération de plus jeunes, mais incompris par les plus âgés revenant des tranchées,.
Dès lors, une rupture s'opère entre ces deux classes d'âge, les cadets optant pour le rejet de l'apolitisme, sujet brûlant s'il en est, qui avait déjà suscité de nombreux remous lors du rassemblement du Haut Meissner en 1913. Dorénavant, le Wandervogel se présente comme une force politique, le positionnement se révélant comme une nécessité à l'aune du dénouement de la guerre. L'effondrement du Reich wilhelmien, remplacé par la République de Weimar, et les conditions exceptionnellement dures qui sont imposées à l'Allemagne vaincue par le Traité de Versailles de juin 1919 ne font qu'augmenter cette tendance, les jeunes réclamant un droit de parole pour manifester leur indignation. Dès lors, la deuxième phase du mouvement de jeunesse allemand commence, désignée par son caractère "bündisch" : dérivant de Bund, la Ligue, cette phase se caractérise par la politisation du mouvement.

## Transformations et dilution duWandervogeldans l'entre-deux guerres: de laFreideutsche Jugendà la dissolution des ligues par le national-socialisme.
Ainsi, l'ancien modèle du Wandervogel ne répond plus aux attentes des nouvelles générations à l'issue de la Première  guerre mondiale. La Freideusche Jugend quant à elle, fondée lors du rassemblement du Haut Meissner en 1913 et qui avait suscitée tant d'espoirs s'effondre rapidement sous le poids des tensions générées par les dissensions politiques, désormais pleinement affirmées, qui éclatent au grand jour lors des diètes organisées en 1919 à Iéna puis au Hofgeismar. Tout le travail d'unification entrepris avec tant d'application avant la guerre est réduit à néant.

### De laFreideutsche Jugend...
Pour autant, les Wandervögel ne disparaissent pas totalement, mais se fondent plutôt dans de nouveaux groupes et de nouvelles structures issues du contact avec des sensibilités proches, notamment les groupes scouts allemands. Tandis que les uns apportent le goût des randonnées, de l'aventure et leur culture propre, les autres amènent avec eux leurs emblèmes, drapeaux et uniformes ainsi qu'une forme de hiérarchie et d'organisation plus élaborée, doublée d'une idéologie plus marquée. Le nouveau mouvement de jeunes ainsi formé, riche de nouvelles influences, prend le nom de Bündische Jugend, qui connaît des subdivisions notables telles que la Deutsche Freischar et la Jugendschaft.
La Bündische Jugend rompt particulièrement avec les expériences plus anciennes sur le terrain de l'engagement. Car au-delà du positionnement politique désormais clairement revendiqué, ces jeunes proclament aussi leur volonté ferme de voir la société allemande de la République de Weimar changer radicalement. En effet, ils perçoivent le monde de l'entre-deux guerres comme un environnement hostile, aux perspectives rares, mais souhaitent justement y remédier en devenant les protagonistes actifs de ce changement.
En cela, ils rompent avec les Wandervögel de la période d'avant la guerre, pour qui l'objectif principal était de permettre à la jeunesse de s'épanouir dans un espace de liberté, hors d'une société croulante et étouffante, mais sans prétendre vouloir transformer cette dernière. Désormais, il ne s'agit plus seulement de vivre hors du monde, dans un univers naturel et imaginé, mais bien au cœur de celui-ci, et de le façonner afin de voir advenir les changements que les membres de la Bündische Jugend appellent de leurs vœux. Le rêve et les aspects néo-romantiques laissent donc davantage place au concret, dans un état d'esprit bien plus pragmatique : il s'agit de mettre sur pied une jeunesse nouvelle mue par une échelle de valeurs renouvelée. C'est à cette période que l'image du vagabond, de l'étudiant itinérant est délaissée pour céder la place à celle, plus martiale et rude du lansquenet germanique, soldat robuste, déterminé et conquérant.
Dans une même dynamique, les Ligues inaugurent des modes de vie nouveaux devant permettre le changement social qu'ils souhaitent voir advenir : communautés rurales (ou Landkommunen), communautés de défrichement et compagnonnages de production germent çà et là et constituent un refuge pour nombreux jeunes qui viennent y chercher un sens à leur existence dans un mode de vie caractérisé par le travail et le partage en communauté. Des initiatives plus personnelles germent aussi çà et là pour tenter de redonner vigueur et confiance à la jeunesse : ainsi, d'anciens Wandervögel rachètent la ruine médiévale du Ludwigstein près du Hohen Meissner qu'ils entreprennent d'aménager comme Jugendburg, citadelle de la Jeunesse d'où celle-ci pourrait lancer d'ambitieux projets ; tandis que les frères Oeberlmann et leur Nerother Wandervogel fondé en 1921 poussent l'idée de voyage à son paroxysme et organisent des expéditions dans de lointaines régions du globe.
Mais c'est surtout la Deutsche Freischar, union de multiples ligues initiée par le charismatique Ernst Burke à partir de 1926, qui avec ses 12 000 adhérents illustre la ferme volonté d'agir qui caractérise la Bündische Jugend. Patriote, le mouvement de jeunesse s'organise au service du Reich, mettant à profit l'énergie de ces jeunes qui rêvent d'action et de changement : les randonnées sont transformées en camps, les chantiers communs remplacent les rencontres d'antan. Tout, de la "mise au travail volontaire" (Freiwilliger Arbeitseinsatz) aux randonnées menées pour visiter les minorités allemandes, vise à l'unité politique et à la solidarité du peuple allemand. L'unité du mouvement se traduit aussi dans son esthétique : une chemise gris-bleu unique et partagée par tous, ainsi qu'un étendard figurant un lys sont les signes distinctifs des jeunes de la Deutsche Freischar.

### ...à la dissolution des Ligues par les nationaux-socialistes au pouvoir
En 1933, de nombreuses ligues constituantes de la Freideutsche Jugend se décident à rejoindre la Grande Confédération allemande (Grossdeutschen Bund), fusion de plusieurs ligues placées sous l'autorité du vice-amiral Adolf von Trotha dans le double objectif de mettre la jeunesse au service du pouvoir national-socialiste, tout en maintenant des ligues de jeunesses indépendantes des Jeunesses hitlériennes alors en pleine croissance. Cette éphémère Grande Confédération allemande rassemble ainsi sous son aile la  Deutsche Freischar, ainsi que plusieurs groupes de scouts allemands, que la nécessité et les circonstances poussent à s'unir pour subsister, atteignant ainsi l'effectif d'environ 50 000 membres à l'été 1933. Alors qu'un premier rassemblement prévu à Dresde est interdit et annulé par le NSDAP, la Grossdeutsche Bund se réunit finalement à l'occasion un camp organisé à Munster à la Pentecôte 1933 : à cette occasion, les ligues marquent clairement leur mépris des Jeunesses hitlériennes et leur volonté de s'en détacher en se moquant de celles-ci et en en incendiant les uniformes sous l'œil courroucé de Baldur von Schirach lui-même. Mais à peine quelque douze jours plus tard, le 17 juin 1933, ce dernier dissout d'autorité la Grande Confédération allemande dont les membres sont intégrés dans les Jeunesses hitlériennes avec plus ou moins de réticence selon les individus. Dès 1936, tout autre mouvement de jeunesse est formellement interdit, les tentatives étant immédiatement réprimées, tandis que la participation aux Jeunesses hitlériennes devient obligatoire pour tous les jeunes du IIIe Reich âgés de plus de huit ans.

### Après guerre
Le mouvement  Wandervögel Bund deutscher Jugend renait après 1945.

## Sources
- BLÜHER (Hans), Wandervogel. Geschichte einer Jugendbewegung, Francfort sur le Main : Dipa-Verlag, 1976. Traduit en français sous le titre Wandervogel : Histoire d'un mouvement de jeunesse, Paris : Les Dioscures, 1994
- FLEX (Walter), Der Wanderer zwischen beiden Welten. Ein Kriegerlebnis, Munich : éd. C. H. Beck, 1920. Traduit en français sous le titre Le Pélerin entre deux mondes, Charmes-sur-Rhône : Les Amis de la culture européenne, 2019

## Sitographie
- BLUME, Dorlis. Die Gründung des « Wandervogels » 1901. In : Lebendiges Museum Online. LeMo [en ligne]. Berlin : Deutsches Historisches Museum, Berlin, 6 septembre 2014. [Consulté le 27 octobre 2018]. Disponible à l’adresse : https://www.dhm.de/lemo/kapitel/weimarer-republik/alltagsleben/wandervogelbewegung.html